# Hyptia fuchi
Hyptia fuchi är en stekelart som beskrevs av William Harris Ashmead 1901. Hyptia fuchi ingår i släktet Hyptia och familjen hungersteklar. Inga underarter finns listade i Catalogue of Life.